# Пйотр Ян Потоцький
Пйотр Ян Пото́цький (пол. Piotr Jan Potocki; 1679 — 1726) — польський шляхтич, державний, політичний і військовий діяч Речі Посполитої. Представник примасівської гілки шляхетського роду Потоцьких гербу Золота Пилява. Чернігівський воєвода (1724–1726), сенатор. Белзький каштелян (з 1720). Староста черкаський, мостівський, тишовецький. 

## Життєпис
Син Павела Потоцького і московської боярині Єлени Салтикової.
Посідав уряди: 
- чернігівський воєвода (1724–1726),
- белзький каштелян (з 1720),
- староста черкаський, мостівський, тишовецький.

Був сенатором Республіки Обох Націй (Речі Посполитої).
До 1708 року був одружений із Людвікою Домбською (пом. після 1708), яка була вдовою Францішека Денгоффа та белзького каштеляна Яна Анджея Сераковського, з якою мали чотирьох дочок: Елеонору (другий чоловік — заторський староста Антоній Ґродзіцкі), Тересу, Маріанну та Ельжбету. Вдруге одружився з Катажиною Ходоровською. З нею мали трьох дітей: Магдалену, Йоанну й Теодора.